# Lousada
Lousada é uma vila portuguesa do Distrito do Porto e integrada na sub-região Tâmega e Sousa da Região do Norte.
É sede do Município de Lousada que tem uma área total de 96,08 km2, 47 364 habitantes em 2021 e, por isso, uma densidade populacional de 493 hab./km2, estando subdividido em 15 freguesias. Este município é limitado a norte pelo município de Vizela, a nordeste por Felgueiras, a leste por Amarante, a sul por Penafiel, a sudoeste por Paredes e a oeste por Paços de Ferreira e Santo Tirso.

## Caracterização

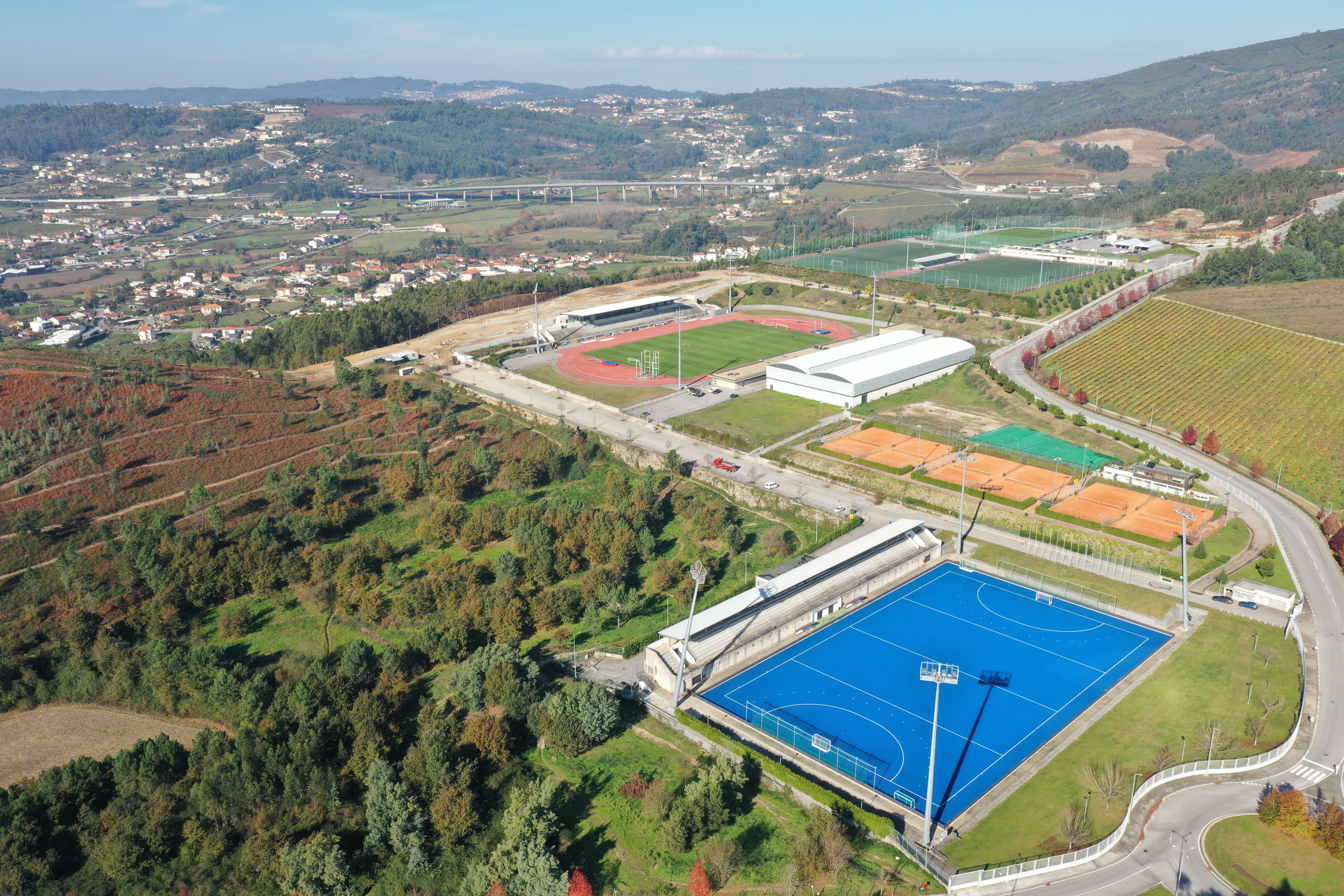
Complexo Desportivo de Lousada

No contexto de políticas sub-regionais de desenvolvimento e de mobilidade, é membro da Associação de Municípios do Vale do Sousa, constituída por 6 municípios, . É também membro da Comunidade Intermunicipal do Tâmega e Sousa, que contabiliza cerca de 408 637 habitantes, a sétima região mais populosa do país.
Lousada é um município fortemente industrializado, de modo particular na indústria têxtil e confecção, mas também com um elevado pendor no setor da construção. No entanto, tal facto não impede de possuir ainda um cariz profundamente agrícola, sobretudo no domínio dos vinhos verdes e lacticínios, com a existência de várias empresas agro-indústriais bastante desenvolvidas tecnologicamente.
Apesar da média dimensão, Lousada caracteriza-se pela forte aposta em modalidades desportivas alternativas quando comparadas com o panorama nacional. Lousada centra-se em modalidades como o automobilismo ou a longa tradição no hóquei em campo, modalidade que mais títulos trouxe a este município.
Destaca-se também o relevo que a construção do Complexo Desportivo de Lousada veio trazer à pratica desportiva, graças às excelentes infra-estruturas que possui, sendo recorrentemente utilizadas para a prática do futebol, hóquei em campo, polo aquático, râguebi, ténis e sede de numerosos estágios e torneios internacionais em diferentes modalidades.
Lousada é também a sede da Rota do Românico, albergando no centro da Vila do Centro de Interpretação do Românico.

## História
Desde tempos imemoriais que é habitada a região onde actualmente é o município de Lousada. A natureza em extensão, plena de terrenos férteis deixava adivinhar a passagem de muitos povos nómadas que, atraídos pelos verdejantes espaços, se teriam fixado em busca de abrigo, segurança e sobrevivência. Estas são terras onde abunda a água e a floresta. Por todo o lado existem bosques onde a caça fornece o alimento necessário e a madeira, juntamente com a pedra que se encontra sempre à mão, era utilizada para a construção de casas e fortificações edificadas nas colinas de média altitude.
Uma das mais antigas referências ao actual espaço do município de Lousada remonta ao século VI, quando Meinedo foi bispado e sede da diocese do Porto. Alguns séculos mais tarde, em 17 de Janeiro de 1514, Lousada recebeu de D. Manuel I a carta de foral e categoria de vila.
Em 1708, o concelho de Lousada tinha 12 freguesias, aumentando esse número para 18 em 1758, sendo, por essa altura, sede do concelho de S. Miguel de Silvares. Em 1835, deu-se a grande reforma administrativa de Portugal que dividiu a administração judicial em distritos. No âmbito dessa reforma, foi constituído o julgado de Barrosas que compreendia, entre outros, o concelho de Lousada. Em 1836, uma nova reforma administrativa extinguiu o concelho de Lousada, situação que se manteve até 1838, data em que foi de novo instituído. Após a desintegração de vários concelhos, entre os quais o de Santa Cruz de Riba Tâmega, e a anexação de freguesias de outros concelhos, Lousada é actualmente constituído por 15 freguesias.

## Evolução da População do Município
★ Os Recenseamentos Gerais da população portuguesa, regendo-se pelas orientações internacionais da época (Congresso Internacional de Estatística de Bruxelas de 1853), tiveram lugar a partir de 1864.
★★★ De acordo com os dados do INE o distrito do Porto registou em 2021 um decréscimo populacional na ordem dos 1.7% relativamente aos resultados do censo de 2011. No município de Lousada não se regista praticamente qualquer diferença sendo um dos municípios mais jovens do país.
| Número de habitantes | Número de habitantes | Número de habitantes | Número de habitantes | Número de habitantes | Número de habitantes | Número de habitantes | Número de habitantes | Número de habitantes | Número de habitantes | Número de habitantes | Número de habitantes | Número de habitantes | Número de habitantes | Número de habitantes | Número de habitantes |
| -------------------- | -------------------- | -------------------- | -------------------- | -------------------- | -------------------- | -------------------- | -------------------- | -------------------- | -------------------- | -------------------- | -------------------- | -------------------- | -------------------- | -------------------- | -------------------- |
| 1864                 | 1878                 | 1890                 | 1900                 | 1911                 | 1920                 | 1930                 | 1940                 | 1950                 | 1960                 | 1970                 | 1981                 | 1991                 | 2001                 | 2011                 | 2021                 |
| 14 304               | 15 024               | 15 989               | 16 539               | 17 917               | 18 092               | 19 436               | 22 369               | 24 796               | 27 947               | 31 865               | 37 904               | 42 502               | 44 712               | 47 387               | 47 364               |

(Obs.: Número de habitantes "residentes", ou seja, que tinham a residência oficial neste município à data em que os censos  se realizaram.)
| Número de habitantes por Grupo Etário | Número de habitantes por Grupo Etário | Número de habitantes por Grupo Etário | Número de habitantes por Grupo Etário | Número de habitantes por Grupo Etário | Número de habitantes por Grupo Etário | Número de habitantes por Grupo Etário | Número de habitantes por Grupo Etário | Número de habitantes por Grupo Etário | Número de habitantes por Grupo Etário | Número de habitantes por Grupo Etário | Número de habitantes por Grupo Etário | Número de habitantes por Grupo Etário | Número de habitantes por Grupo Etário |
| ------------------------------------- | ------------------------------------- | ------------------------------------- | ------------------------------------- | ------------------------------------- | ------------------------------------- | ------------------------------------- | ------------------------------------- | ------------------------------------- | ------------------------------------- | ------------------------------------- | ------------------------------------- | ------------------------------------- | ------------------------------------- |
|                                       | 1900                                  | 1911                                  | 1920                                  | 1930                                  | 1940                                  | 1950                                  | 1960                                  | 1970                                  | 1981                                  | 1991                                  | 2001                                  | 2011                                  | 2021                                  |
| 0-14 Anos                             | 5 956                                 | 6 493                                 | 6 482                                 | 7 228                                 | 8 794                                 | 9 262                                 | 11 012                                | 12 595                                | 12 916                                | 10 117                                | 10 051                                | 8 815                                 | 6 601                                 |
| 15-24 Anos                            | 2 788                                 | 3 031                                 | 3 336                                 | 3 434                                 | 3 623                                 | 4 717                                 | 4 678                                 | 5 860                                 | 8 085                                 | 7 909                                 | 7 417                                 | 6 577                                 | 6 081                                 |
| 25-64 Anos                            | 6 854                                 | 7 112                                 | 7 290                                 | 7 791                                 | 8 535                                 | 9 469                                 | 10 594                                | 11 495                                | 14 194                                | 17 272                                | 23 212                                | 26 764                                | 27 397                                |
| = ou > 65 Anos                        | 937                                   | 1 037                                 | 961                                   | 974                                   | 1 194                                 | 1 422                                 | 1 663                                 | 1 915                                 | 2 709                                 | 2 915                                 | 4 032                                 | 5 231                                 | 7 285                                 |

(Obs: De 1900 a 1950 os dados referem-se à população "de facto", ou seja, que estava presente no município à data em que os censos se realizaram. Daí que se registem algumas diferenças relativamente à designada população residente)
Entre os censos de 2021 e o de 2011 verificam-se as seguintes alterações: -25% no grupo dos 0 aos 14 anos; -8% no grupo dos 15 aos 24 anos; +3% no grupo dos 25 aos 64 anos e +39% no grupo dos 65 e mais anos.

## Organização administrativa

### Administração municipal
O município de Lousada é administrado por uma Câmara Municipal composta pelo Presidente de Câmara e seis vereadores. Existe uma Assembleia Municipal que é o órgão legislativo do município, constituída por 36 deputados, 15 dos quais são presidentes das juntas de freguesia.
Depois das eleições autárquicas de 2021, cinco vereadores são do Partido Socialista (PS) e os restantes três da coligação formada entre o Partido Social Democrata (PSD) e o Partido Popular (CDS-PP).
O presidente da Câmara de Lousada é Pedro Machado, pelo PS, que foi eleito pela terceira vez como Presidente de Câmara, após seis mandatos consecutivos de Jorge Magalhães, do PS.
Desde as primeiras eleições livres com o fim do período do Estado Novo, que houve duas fases distintas nas inclinações partidárias do município. A câmara foi governada pelo PSD entre 1976 e 1979. Depois, o PSD formou uma coligação com o CDS-PP e o Partido Popular Monárquico (PPM), designada Aliança Democrática, e entre 1976 e 1989 esta coligação dirigiu os destinos do município.
Desde 1989, o PS venceu todas as autárquicas, lideradas por Jorge Magalhães até 2013. Devido à Lei de Limitação de Mandatos autárquicos, o seu vice-presidente no mandato 2009/2013 Pedro Machado, assumiu candidatura ao município de Lousada e venceu novamente as Autárquicas para o PS nas últimas três eleições.

### Freguesias

Freguesias do município de Lousada.

O município de Lousada está dividido em 15 freguesias:
- Aveleda
- Caíde de Rei
- Cernadelo e Lousada (São Miguel e Santa Margarida)
- Cristelos, Boim e Ordem
- Figueiras e Covas
- Lodares
- Lustosa e Barrosas (Santo Estêvão)
- Macieira
- Meinedo
- Nespereira e Casais
- Nevogilde
- Silvares, Pias, Nogueira e Alvarenga
- Sousela
- Torno
- Vilar do Torno e Alentém

Freguesias antes da reforma administrativa
As 26 freguesias anteriores à última reorganização administrativa:
| - Alvarenga - Aveleda - Boim - Caíde de Rei - Casais - Cernadelo - Covas - Cristelos - Figueiras - Lodares - Lustosa - Macieira - Meinedo | - Nespereira - Nevogilde - Nogueira - Ordem - Pias - Santa Margarida de Lousada - Santo Estêvão de Barrosas - São Miguel de Lousada - Silvares - Sousela - Torno - Vilar do Torno e Alentém |

### Heráldica

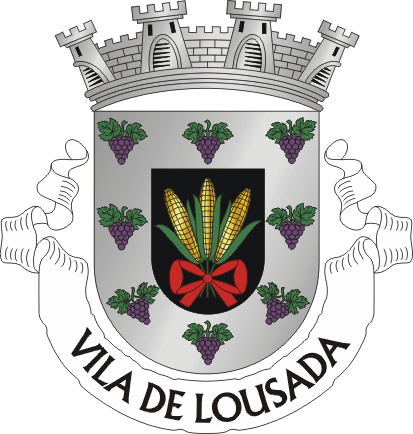
Brasão de Lousada.

No brasão da vila de Lousada pode-se ver um escudo negro com três espigas de milho de ouro folhadas de verde e atadas de vermelho em ponta. Em sua volta há uma orla de prata carregada de oito cachos de uvas de púrpura folhadas e sustidas de verde. No topo, encontra-se um mural de prata constituída por quatro torres. No fundo, vê-se um listel branco onde se pode ler "VILA DE LOUSADA", a negro.
Por seu lado, a bandeira de Lousada é esquartelada de amarelo e púrpura, com cordões e borlas de ouro e azul. A haste e a lança são douradas.

### Geminações
Lousada tem actualmente duas geminações, com as cidades de Tulle (França) e Renteria (Espanha). Apesar de não se encontrar geminada, tem também uma relação de grande proximidade com a cidade inglesa de Bury.
As actividades realizadas com estas cidades prendem-se maioritariamente em eventos desportivos, culturais e em intercâmbios escolares. A mais significativa das iniciativas são os Jogos Internacionais da Juventude, nos quais geralmente participam cerca de mil atletas oriundos de Lousada, Tulle, Renteria, Catalayud (Espanha), Bury, Schorndorf (Alemanha) e Dueville (Itália).
Sendo um dos municípios mais jovens de Portugal, Lousada tem uma longa tradição na oferta jovem, seja pela vertente desportiva, seja pela vertente cultural, nomeadamente o particular relevo que tem o Festival da Juventude de Lousada, promovido pela Câmara Municipal de Lousada
Geminações
- Tulle, França
- Renteria, Espanha
- Schondorf, Alemanha
- Dueville, Itália
- Bury, Inglaterra

## Política
Ver artigo principal: Câmara Municipal de Lousada

### Eleições autárquicas[9]
| Data | %       | V       | %     | V     | %       | V       | %             | V             | %              | V  | %              | V          | %              | V    | %              | V       | %              | V  | %  | V  | %   | V   | Participação |                |
| Data | PPD/PSD | PPD/PSD | PS    | PS    | CDS-PP  | CDS-PP  | FEPU/APU/ CDU | FEPU/APU/ CDU | AD             | AD | PCTP/ MRPP     | PCTP/ MRPP | UEDS           | UEDS | PSD-CDS        | PSD-CDS | BE             | BE | CH | CH | RIR | RIR | Participação |                |
| ---- | ------- | ------- | ----- | ----- | ------- | ------- | ------------- | ------------- | -------------- | -- | -------------- | ---------- | -------------- | ---- | -------------- | ------- | -------------- | -- | -- | -- | --- | --- | ------------ | -------------- |
| Data | 1976    | 48,22   | 4     | 32,69 | 3       | 7,44    | -             | 5,86          | -              |    |                |            |                |      |                |         |                |    |    |    |     |     |              | 67,72 / 100,00 |
| 1979 | AD      | AD      | 34,09 | 3     | AD      | AD      | 9,93          | -             | 51,59          | 4  | 1,54           | -          | 76,21 / 100,00 |      |                |         |                |    |    |    |     |     |              |                |
| 1982 | AD      | AD      | 41,26 | 3     | AD      | AD      | 7,65          | -             | 47,57          | 4  |                |            | PS             | PS   | 74,17 / 100,00 |         |                |    |    |    |     |     |              |                |
| 1985 | 54,34   | 4       | 36,18 | 3     |         |         | 6,01          | -             |                |    |                |            | 68,37 / 100,00 |      |                |         |                |    |    |    |     |     |              |                |
| 1989 | 25,13   | 2       | 43,97 | 3     | 24,25   | 2       | 4,51          | -             | 73,54 / 100,00 |    |                |            |                |      |                |         |                |    |    |    |     |     |              |                |
| 1993 | 34,36   | 2       | 59,27 | 5     | 2,06    | -       | 2,20          | -             | 77,12 / 100,00 |    |                |            |                |      |                |         |                |    |    |    |     |     |              |                |
| 1997 | 27,03   | 2       | 65,49 | 5     | 1,59    | -       | 3,09          | -             | 73,61 / 100,00 |    |                |            |                |      |                |         |                |    |    |    |     |     |              |                |
| 2001 | CDS-PP  | CDS-PP  | 62,34 | 5     | PPD/PSD | PPD/PSD | 2,40          | -             | 32,83          | 2  | 74,83 / 100,00 |            |                |      |                |         |                |    |    |    |     |     |              |                |
| 2005 | CDS-PP  | CDS-PP  | 62,15 | 5     | PPD/PSD | PPD/PSD | 2,98          | -             | 32,46          | 2  | 76,00 / 100,00 |            |                |      |                |         |                |    |    |    |     |     |              |                |
| 2009 | CDS-PP  | CDS-PP  | 57,69 | 4     | PPD/PSD | PPD/PSD | 2,90          | -             | 37,63          | 3  | 75,21 / 100,00 |            |                |      |                |         |                |    |    |    |     |     |              |                |
| 2013 | CDS-PP  | CDS-PP  | 49,66 | 4     | PPD/PSD | PPD/PSD | 2,69          | -             | 44,82          | 3  | 69,80 / 100,00 |            |                |      |                |         |                |    |    |    |     |     |              |                |
| 2017 | CDS-PP  | CDS-PP  | 53,05 | 4     | PPD/PSD | PPD/PSD | 1,59          | -             | 41,55          | 3  | 1,28           | -          | 70,61 / 100,00 |      |                |         |                |    |    |    |     |     |              |                |
| 2021 | CDS-PP  | CDS-PP  | 58,78 | 5     | PPD/PSD | PPD/PSD | 1,15          | -             | 33,95          | 2  | 1,49           | -          | 1,52           | -    | 0,64           | -       | 67,97 / 100,00 |    |    |    |     |     |              |                |

### Eleições legislativas
| Data | %     | %     | %     | %     | %     | %     | %        | %     | %    | %     | %    | %   | %       | % | %  | %  |  |
| Data | PS    | PSD   | CDS   | PCP   | UDP   | AD    | APU/ CDU | FRS   | PRD  | PSN   | BE   | PAN | PSD CDS | L | CH | IL |  |
| ---- | ----- | ----- | ----- | ----- | ----- | ----- | -------- | ----- | ---- | ----- | ---- | --- | ------- | - | -- | -- |  |
| Data | 1976  | 36,62 | 33,67 | 17,38 | 3,05  | 0,55  |          |       |      |       |      |     |         |   |    |    |  |
| 1979 | 36,94 | AD    | AD    | APU   | 1,21  | 46,17 | 9,08     |       |      |       |      |     |         |   |    |    |  |
| 1980 | FRS   | AD    | AD    | APU   | 0,88  | 49,16 | 7,37     | 34,51 |      |       |      |     |         |   |    |    |  |
| 1983 | 47,00 | 27,72 | 10,88 | APU   | PSR   |       | 8,45     |       |      |       |      |     |         |   |    |    |  |
| 1985 | 26,50 | 29,45 | 9,14  | APU   | 0,97  | 7,98  | 20,51    |       |      |       |      |     |         |   |    |    |  |
| 1987 | 26,35 | 55,04 | 3,50  | CDU   | 0,51  | 5,72  | 2,96     |       |      |       |      |     |         |   |    |    |  |
| 1991 | 34,03 | 53,53 | 3,69  | CDU   |       | 3,44  | 0,57     | 0,66  |      |       |      |     |         |   |    |    |  |
| 1995 | 52,20 | 37,41 | 4,39  | CDU   | 0,22  | 2,99  |          |       |      |       |      |     |         |   |    |    |  |
| 1999 | 52,94 | 35,21 | 5,20  | CDU   |       | 3,24  | 0,39     | 0,53  |      |       |      |     |         |   |    |    |  |
| 2002 | 41,96 | 44,73 | 6,53  | CDU   | 3,08  |       | 1,01     |       |      |       |      |     |         |   |    |    |  |
| 2005 | 53,09 | 31,48 | 4,66  | CDU   | 3,20  | 3,43  |          |       |      |       |      |     |         |   |    |    |  |
| 2009 | 48,51 | 29,44 | 7,62  | CDU   | 4,12  | 6,20  |          |       |      |       |      |     |         |   |    |    |  |
| 2011 | 38,53 | 40,90 | 7,22  | CDU   | 3,96  | 2,89  | 0,48     |       |      |       |      |     |         |   |    |    |  |
| 2015 | 33,08 | CDS   | PSD   | CDU   | 4,60  | 7,99  | 0,80     | 46,23 | 0,26 |       |      |     |         |   |    |    |  |
| 2019 | 42,76 | 31,31 | 3,20  | CDU   | 2,68  | 7,31  | 2,14     |       | 1,04 | 0,61  | 0,60 |     |         |   |    |    |  |
| 2022 | 48,45 | 32,43 | 1,17  | CDU   | 1,73  | 2,99  | 0,98     | 0,65  | 4,66 | 2,81  |      |     |         |   |    |    |  |
| 2024 | 31,37 | AD    | AD    | CDU   | 30,30 | 1,42  | 3,30     | 1,22  | 2,28 | 19,07 | 4,11 |     |         |   |    |    |  |

## Economia
Integrado num zona bastante fértil para a actividade agrícola, Lousada desenvolveu primeiramente as actividades relacionadas com a agro-pecuária, que estão na base do desenvolvimento económico do município, sendo inclusive o único sector económico representado no brasão do município, com o milho e a vinha. Outros produtos importantes são o centeio, o feijão, o melão e a batata. Também é típica a criação de gado, que é feita sobretudo para a produção de leite.
Na indústria, os sectores mais desenvolvidos são o calçado, as confecções, o mobiliário, a construção civil e as serrações. Destas, realça-se a indústria de Vestuário, que oferece 46,3% do trabalho em Lousada. Hans Isler, suíço, foi uma figura destacada da sociedade Lousadense, dado que trouxe para este município a fábrica da Kispo, multinacional do vestuário. Graças a este impulso económico, Lousada alterou profundamente o seu setor de atividade principal e centenas de empresas da área abriram nos anos seguintes.
Quanto ao sector terciário, do comércio e serviços, destacam-se os serviços bancários e as seguradoras. Este é, tal como se verifica em municípios vizinhos e até mesmo no País, o sector em maior crescimento nos últimos anos.

## Desporto
Existe um pouco por todo o município diversos clubes e associações desportivas onde se praticam várias modalidades, sendo as duas mais importantes os desportos motorizados (automobilismo e motociclismo) e o futebol. No entanto, também o hóquei em campo,  o  futebol de salão, a natação, o polo aquático, o basquetebol e o ciclismo são praticados e têm uma popularidade considerável.
Lousada possui várias instituições desportivas, entre as quais de destacar a Associação Desportiva de Lousada e o Clube Automóvel de Lousada. A primeira é uma colectividade ligada essencialmente ao futebol, mas também com outras secções como o hóquei em campo. O segundo está ligado ao automobilismo e é talvez o grupo lousadense mais reconhecido a nível nacional, cabendo a ele a organização de várias provas de cariz regional, nacional e até internacional no Eurocircuito da Costilha. De entre as variadas competições que já passaram pelo Eurocircuito, destaca-se o Rali de Portugal e os Europeus e Mundiais de Rallycross. Um dos grupos aficionados e que contribuiem para esta ultima máteria, são a JPRALLY.
Nos últimos anos foi criado e sucessivamente ampliado o Complexo Desportivo de Lousada, um centro desportivo considerado de alta qualidade tanto a nível nacional, como internacional. Possui o Estádio Municipal de Hóquei em campo e o de futebol, e ainda vários campos multifunções. Mais recentemente, foi criada de uma zona específica para a prática de ténis denominada "Lousada Ténis Atlântico" que já é o clube nacional com mais praticantes da modalidade. Tem 19 courts: sete em pó de tijolo, sete sintéticos, dois em relva sintética e três em padel, usufruindo ainda de 3 pisos cobertos. Este projecto é apoiado pela Federação Portuguesa de Ténis e a Real Federação Espanhola de Ténis e executado e financiado pela Câmara Municipal de Lousada.
Lousada é também sede nacional de Jissen Karaté, localizada na Academia Daitoshin. Esta organização já possui várias presenças em provas internacionais, tendo inclusive conquistado vários títulos europeus da modalidade nas mais variadas categorias. Alguns dos seus atletas garantiram lugar no Mundial de 2008 de Byakuren Karate (Full contact karate), que se realizou em Osaka, Japão. tendo conquistado um brilhante segundo lugar na categoria de Pesados (Open).
No seu palmarés mais recente a Academia Daitoshin conta, no momento, com os títulos de Campeão Europeu Byakuren Karate e com o título de Vice Campeão Mundial de Byakuren Karate.
O Hóquei em Campo é o desporto com mais títulos em Lousada. Existem dois clubes - Associação de Hóquei de Lousada (ADL Hoquei) e Juventude Hóquei Clube. A ADL é clube mais titulado do país no indoor hockey (variante de inverno) e vence consecutivamente o título nacional de Hóquei em Campo há vários anos. Vários jogadores Lousadenses são chamados à Seleção Nacional AA Portuguesa.

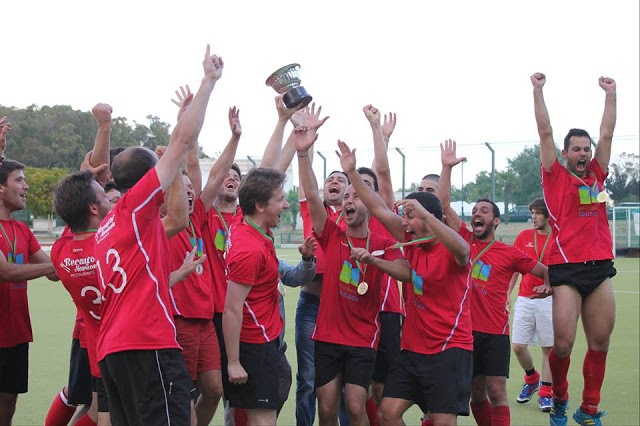
AD Lousada - Hóquei em Campo

### Lista de instituições desportivas
De seguida é apresentada uma lista incompleta de todas as instituições desportivas do município de Lousada:
- Clube Cicloturismo LousadaBTT
- Lousada Ténis Atlântico
- Juventude Hóquei Clube
- Associação Desportiva de Lousada
- Aparecida Futebol Clube
- Caíde de Rei Sport Clube
- Lousada Académico Clube
- Clube Automóvel de Lousada
- Lousada Século XXI
- A.D.R.C. Valmesio
- União Desportiva de Lagoas
- Associação de Solidariedade Social de Nevogilde
- C.C.R.Lustosa
- A.D.C.Lodares
- C.C.D. Ordem.
- F.C.Nespereira

## Educação
Lousada conseguiu ultrapassar um grave problema que se destacava nas décadas de 50-70 - o abandono escolar. Tal como no resto do país, os resultados são animadores, tendo a taxa de analfabetismo na População residente com 10 ou mais anos de idade reduzido, entre 1991 e 2001, de 10,60% para 8,50%. Assim, em valores absolutos, residiam em Lousada, em 2001, 3 206 pessoas analfabetas.
Em Maio de 2007, foram divulgados dados relativos à situação escolar no município, e os resultados são animadores. Os casos de abandono escolar foram reduzidos em cerca de 51%, desde que foi introduzido no ano lectivo 2005/06 o Plano de Intervenção Educacional (PIEML) nas escolas do 1º Ciclo. Este facto ganha ainda mais importância se se referir que Lousada ocupava, há 18 anos, o 2º lugar no ranking do abandono escolar. Uma das medidas que mais contribuíu para a inversão desta tendência foi a aposta no pré-escolar, que já cobre todo o concelho.
Os últimos dados 2010 referem que o município de Lousada tem uma taxa de abandono escolar de 0,07%, sendo um dos concelhos do país com maior sucesso a este nível. Passando de taxas de abandono demasiado altas em 1989 até valores residuais em 2010 (quase nulos).
O PIEML abrange cinco agrupamentos de escolas do município, envolvendo um total de 1412 alunos. Para o pôr em prática, a autarquia contratou dezenas de professores, a quem lhes foi dada a tarefa de, após o período normal de aulas, desenvolvimento de sete actividades: iniciação ao inglês, expressão musical, expressão físico-motora, natação, tecnologias de informação, sala de estudo e jogos lúdicos.
Lousada reabilitou recentemente os seus centros escolares, apostou em Cursos Superiores Técnicos em parceria com o Politécnico do Porto, criou a Academia de Formação de Lousada para dar habilitações em áreas de elevada empregabilidade e está a avançar com um Centro de Formação Profissional do IEFP em Caíde de Rei.

## Cultura
Lousada é atualmente sede de uma companhia de teatro, a Jangada Teatro. Esta tem vindo a aumentar a sua atividade nos últimos tempos, organizando alguns espectáculos no município e participando também em festivais noutras zonas do país.
Anualmente, são organizados diversos festivais em vários pontos do município. Entre os mais importantes, destaca-se o Festival de Artes do Espectáculo de Lousada (FOLIA), que em 2007 tem a sua 7ª edição.
A Associação de Cultura Musical de Lousada (Conservatório Vale do Sousa) e a Banda Musical de Lousada, são duas instituições de relevo a nível musical. Com o seu alto valor e qualidade musical, abrilhantou milhares de grandes festividades na região, Minho e Trás-os-Montes, sendo de destacar que a sua presença num Festival de Bandas Civis, realizado na Alemanha, a Banda de Lousada trouxe o 1º Lugar.
Muito mais há na história da Banda de Lousada, que poderá ser consultado, na sedes da Associação Música de Lousada, implantada no recente " Conservatório da Música do Vale do Sousa " que na realidade é mais uma criação que nasceu da Banda de Lousada, assim como o CAL ( Clube Automóvel de Lousada ).
O Festival Internacional de Camélias é outro dos grandes eventos do município.

### Gastronomia
Os principais pratos característicos do município de Lousada são à base de produtos animais, como a carne. Entre os mais conhecidos, destacam-se o carneiro ou cabrito assado e o arroz de forno. O cozido à portuguesa é geralmente o prato usado em festas e acontecimentos especiais, sendo usado em qualquer época do ano. São também de destacar os rojões, o sarrabulho, a sopa seca e o bazulaque.
Na doçaria, os bolinhos de amor e os rosquilhos são os doces mais famosos.

## Património
Lousada possui um património diverso espalhado por todo o município. Alguns dos edifícios foram inclusive incluídos no projecto regional Rota do Românico do Vale do Sousa, criado em 2003, com o objectivo de permitir uma maior visibilidade ao património da região.
As construções mais emblemáticas do município são as seguintes:
- Moinhos de Rodízio
- Igreja de Santa Maria (Meinedo)
- Pelourinho de Lousada
- Marcos da Ordem de Malta
- Santuário da Nossa Senhora Aparecida
- Torre de Vilar
- Casa de Vila Verde
- Igreja do Salvador de Aveleda
- Casa e Quinta D´Almeida
- Casa da Afreita
- Castro de São Domingos

## Festas e romarias

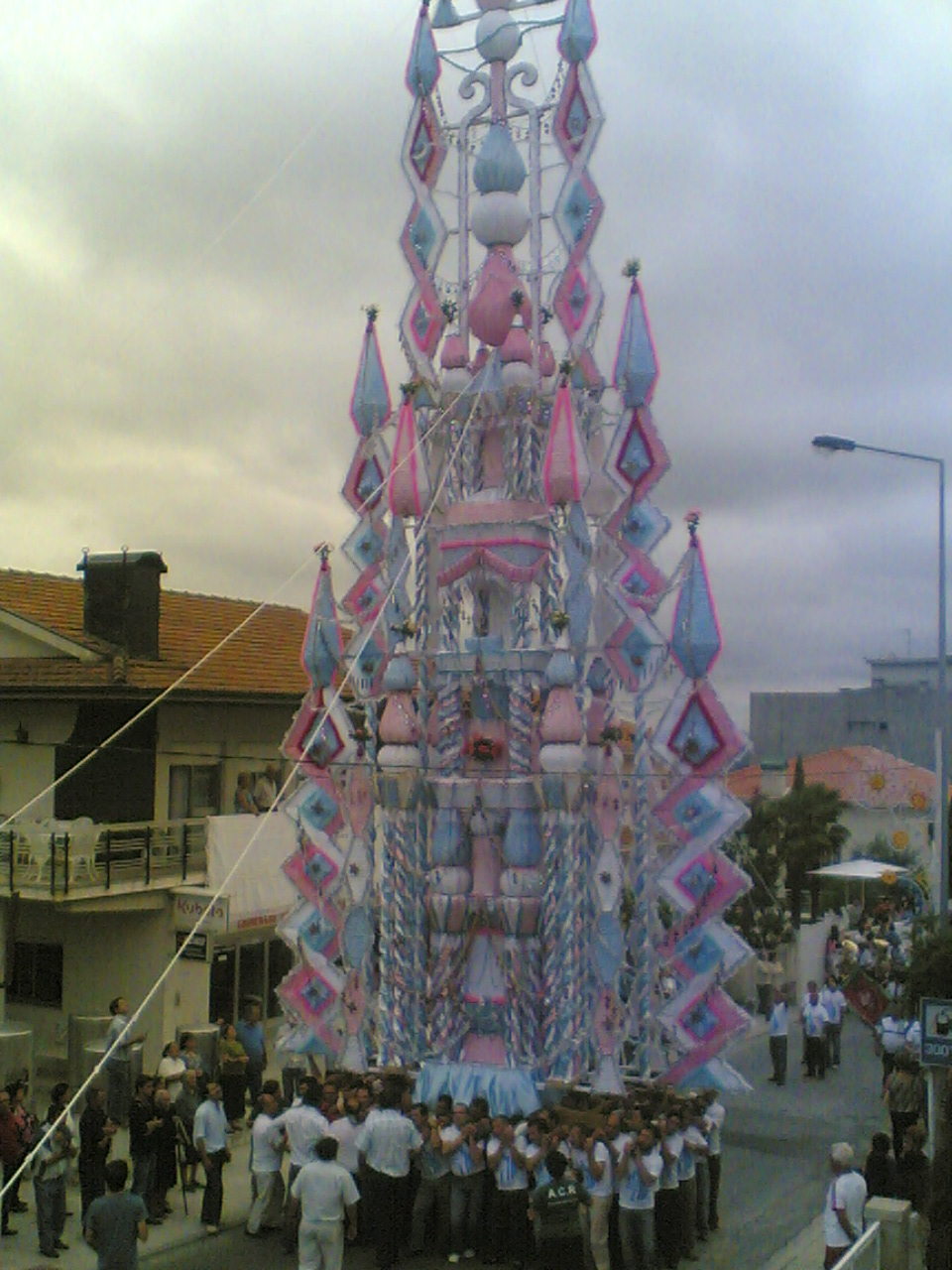
Andor Grande nas Festas da Nossa Senhora da Aparecida.

Lousada é por tradição terra de romarias e festas, especialmente na época de Verão, quando se realizam várias um pouco por todo o município. Das diversas romarias, realçam-se a realizada em honra ao Senhor dos Aflitos, de Lousada, e a da Nossa Senhora da Aparecida, em Torno.

### Senhor dos Aflitos
As Festas do Senhor dos Aflitos são as Festas Grandes do município, também conhecidas pelas Grandiosas, que se realizam no último fim de semana de Julho. Caraterizam-se pelos tradicionais Zés-pereiras, gigantones, arrais e um cortejo que anima os festejos. A procissão com Cristo crucificado é o ponto alto desta romaria.
Vacas de Fogo

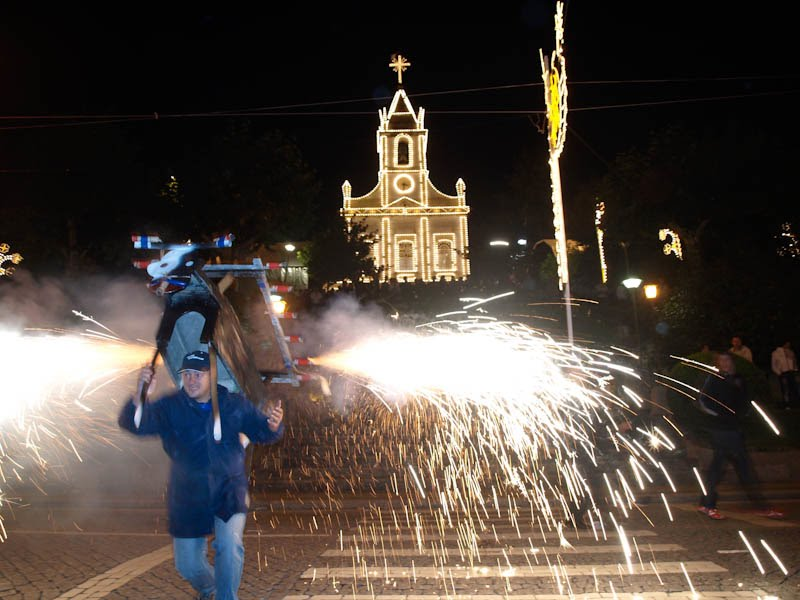
Vaca de Fogo

Um dos costumes tradicionais desta festa é a “vaca de fogo”, que representa um bovino corpulento de madeira carregado por populares. Dentro da vaca de madeira, vai uma pessoa que lança “bichas de rabiar” provocando cenas hilariantes. Apesar de ser uma tradição deste município, foi proibida por ação judicial preventiva face a danos provocados num cidadão que interpôs um processo à Comissão de Festas, culminando com uma dura fiscalização por parte da GNR em 2016 o que levou a inúmeras manifestações populares.
A música dos Madredeus - Vaca de fogo é baseada nas festividades de Lousada, tal como Teresa Salgueiro constatou no seu concerto em Lousada nas Noites Acústicas.

### Calendário de festividades
- Santa Águeda (Sousela) - 5 de Fevereiro.
- Senhora Aparecida  (Torno), - Festa realizada entre 13 e 15 de Agosto. O "Andor Grande" da procissão, geralmente organizada no 2º dia de festa, é o maior de Portugal, sendo transportado por cerca de 70 homens.[20]
- São Jorge (Boim) - Celebrado em romaria no Domingo mais próximo de 23 de Abril. Esta é uma romaria bastante antiga para homenagear o padroeiro do gado.
- Santo Ovídio (Aveleda) - 9 de Agosto.
- São Pedro (Caíde de Rei) - Último fim de semana de Junho.
- S. Vicente (Boim) - 12 de Setembro.
- Nossa Senhora de Guadalupe (Ordem) - 3.º Domingo de Junho.